# Pfaffenhoffen
Pfaffenhoffen (allemand : Pfaffenhofen ; alsacien : Pfaffhoffe) est une ancienne commune française située dans le département du Bas-Rhin, en région Grand Est.
Ce village se trouve dans la région historique et culturelle d'Alsace. Elle est devenue le 1er janvier 2016 une commune déléguée de la commune nouvelle de Val-de-Moder. Le nom de cette commune est le mot français qui comporte le plus grand nombre de « f ».

## Géographie

### Localisation
La petite ville de Pfaffenhoffen, « Pfaffhoffe » (en alsacien), est nichée sur la rive droite de la Moder, au pied de la colline de Ringeldorf.
À 35 km de Strasbourg, 30 km de Saverne et 15 km de Haguenau, Pfaffenhoffen est depuis longtemps un lieu de passage, car se situant sur des grands axes.

### Géologie et relief
La commune nouvelle Val-de-Moder se compose de 225,00 hectares de territoires artificialisés (24,83 %), 646,13 hectares de territoires agricoles (71,32 %) et 35,35 hectares de forêts et milieux semi-naturels (3,90 %).
Du fait de sa position au nord du Bas-Rhin, Pfaffenhoffen est depuis longtemps un lieu de passage entre Strasbourg, les pays de la Zorn au sud et le piémont vosgien de Niederbronn au nord, entre Bouxwiller et la haute vallée de la Moder à l'ouest et Haguenau à l'est.
La sortie de ce village, là où la route aborde sa longue descente dans la vallée, offre un panorama des environs de Pfaffenhoffen : les autres communes de l'agglomération du Val-de-Moder et les villages du pays de Hanau qui s'égrènent jusqu'aux premiers contreforts des Vosges.
- Hydrogéologie et climatologie : Système d’information pour la gestion de l’Aquifère rhénan :

Territoire communal : Occupation du sol (Corinne Land Cover); Cours d'eau (BD Carthage),
Géologie : Carte géologique; Coupes géologiques et techniques,
 Hydrogéologie : Masses d'eau souterraine; BD Lisa; Cartes piézométriques.

### Sismicité
Le territoire du Val de Moder est classé en zone de sismicité 3, soit une sismicité modérée où des règles de construction parasismiques sont applicables.

### Hydrographie et les eaux souterraines
Hydrogéologie et climatologie : Système d’information pour la gestion des eaux souterraines du bassin Rhin-Meuse :
Territoire communal : Occupation du sol (Corinne Land Cover); Cours d'eau (BD Carthage),
Géologie : Carte géologique; Coupes géologiques et techniques,
 Hydrogéologie : Masses d'eau souterraine; BD Lisa; Cartes piézométriques.
Cours d'eau traversant la commune : 
- La rivière la Moder[4],
- les ruisseaux de Schalkendorf[5], le Hengstbaechel[6], le Landgraben[7] et le Rothbach[8].

### Climat
Climat classé Cfb dans la classification de Köppen et Geiger.

### Voies de communications et transports

#### Voies routières
- Pfaffenhoffen > Haguenau par la D 919[9].
- Pfaffenhoffen > Gare de Mertzwiller, par la D 72[10].
- A4 (appelée aussi Autoroute de l'Est ). Échangeurs Hochfelden, Vendenheim, Saverne.
- A340 (reliant l'autoroute A4 au niveau de Brumath à la voie rapide D1340 en direction de Haguenau). Échangeurs Haguenau, Wahlenheim, Brumath - Mommenheim.
- A35 (aussi appelée autoroute des cigognes ou l'Alsacienne). Échangeurs Hoerdt, La Wantzenau.

#### Transports en commun
Le réseau de transport en commun Ritmo dessert les communes de Haguenau, Schweighouse-sur-Moder, Niederschaeffolsheim, Kriegsheim et Brumath.
Les habitants de Haguenau et Schweighouse-sur-Moder ont également la possibilité d’utiliser le services Ritmo à la demande : Flexi’Job, Flexi’Ritmo et Soir&Ritmo.

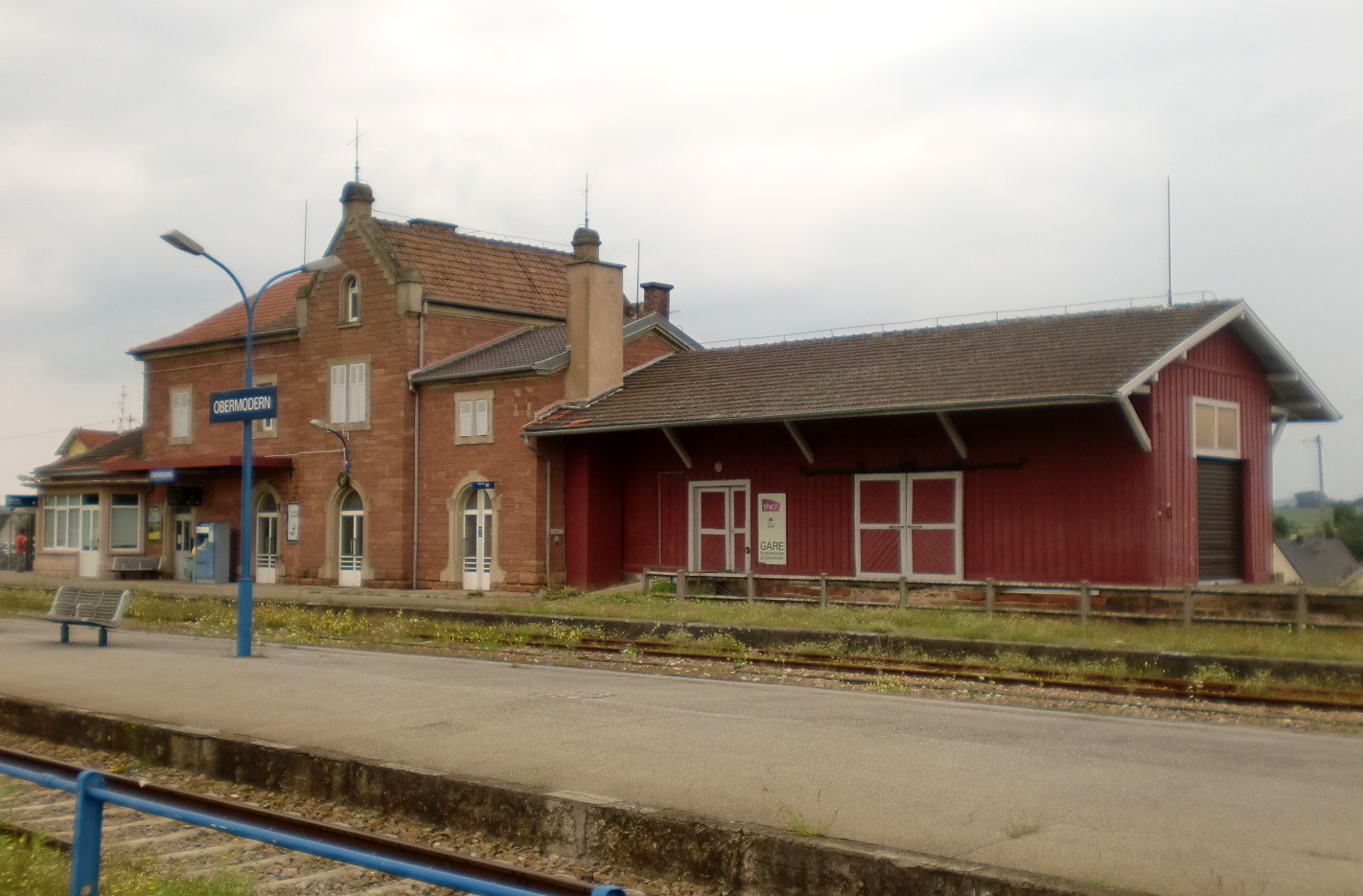
Gare d'Obermodern.

La commune est traversée par la ligne de Steinbourg à Schweighouse-sur-Moder, cependant l'ancienne gare de Pfaffenhoffen et la ligne sont fermées à tout trafic.
La gare ouverte la plus proche est celle d'Obermodern.

### Intercommunalité
Commune membre de la communauté d'agglomération de Haguenau.
La nouvelle commune de Val-de-Moder est le résultat de la fusion, en 2016, des trois communes de La Walck, Pfaffenhoffen et Uberach, rejointes en 2019 par Ringeldorf.

### Urbanisme
Avec 2 663 habitants en 2006, 3 017 en 2007 et enfin 2 829 en 2012, la ville de Pfaffenhoffen est la plus peuplée de la communauté de communes du Val de Moder. Bordée par la Moder, Pfaffenhoffen a su s'étendre démographiquement et économiquement tout en gardant le charme d'un petit village.
S’appuyant sur une histoire industrielle ancienne, Pfaffenhoffen est pourvue d’un bassin d'emploi attractif avec ses différents commerces de proximité et entreprises.
La commune bénéficie du plan local d'urbanisme intercommunal de la Communauté d'agglomération de Haguenau.

## Histoire

### Antiquité
Le bourg de Pfaffenhoffen s'est développé autour d'un croisement de deux chemins celtiques, l'un longeant la Moder d'est en ouest, l'autre reliant Brumath à la région de Niederbronn.

### Moyen Âge
Dès les VIIe - IXe siècles, l'abbaye bénédictine de Wissembourg possédait d'importantes propriétés en Alsace, au Palatinat et en Lorraine.
Le nom de Pfaffenhoffen est composé de deux particules: « Pfaff » et « hoffen ». En langue germanique ancienne, Pfaff désignait un ecclésiastique, un clerc, hoffen se traduit par cour, ferme. Pfaffenhoffen était donc une cour domaniale d'un couvent, d'une abbaye. Un acte de donation de cette vénérable institution, cite, en l'an 773, pour la première fois, le domaine de « Matra Villa » comprenant, sans doute, les villages jumeaux Pfaffenhoffen et Niedermodern. Par la suite, les moines de Wissembourg y fondèrent l'église Saints-Pierre-et-Paul.
En 1017, « Paphenhoven » est mentionné, en tant que « Bien d'Empire » (Reichslehen) dans un acte de l'empereur Henri II. En 1334, Louis III de Lichtenberg possédait la moitié de Pfaffenhoffen et de Niedermodern, conjointement avec les sires d'Ochenstein, qui dès 1293, avaient été investis de leur part par le roi Adolphe de Nassau, au titre de fief de la noblesse impériale.

### Renaissance

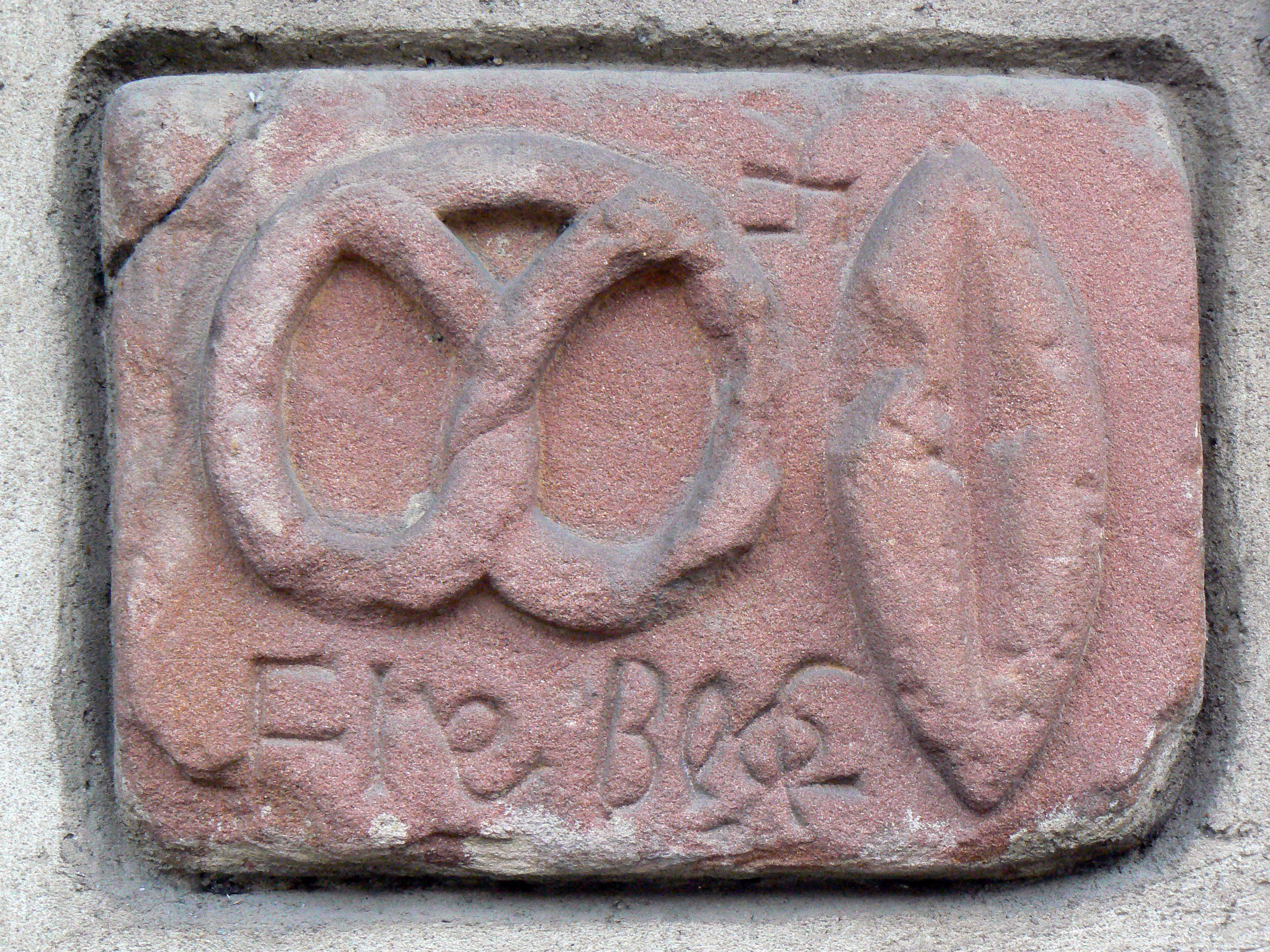
Enseigne de boulanger à Pfaffenhoffen.

Depuis le XVIe siècle, Pfaffenhoffen est un centre commercial important de la région. Les marchés hebdomadaires et les foires trimestrielles attirèrent toujours une foule d'acheteurs et de marchands. Le commerce du cuir, de drap, de poterie était florissant. La réglementation locale de ce commerce fut consignée dès 1513 dans le Fleckenbuch de Pfaffenhoffen. Au milieu du XVIIe siècle, Pfaffenhoffen était le siège de la confrérie des bergers de près de 200 communes de la Basse-Alsace et détenait ainsi le monopole du commerce de la laine. Les paysans, venus d'une trentaine de villages des environs, y proposaient leurs grains, leur beurre et d'autres produits de la ferme. De nombreux artisans, restaurateurs, brasseurs profitèrent de cette activité et contribuèrent à la renommée du bourg.
L'église Saints-Pierre-et-Paul, fondée par les moines de Wissembourg dès le VIIIe ou IXe siècle, était devenue un archiprêtré et l'église-mère de six communes environnantes. En 1545, la Réforme fut introduite dans le comté de Hanau-Lichtenberg. Puis le 8 avril 1546, le Premier synode protestant du comté de Hanau-Lichtenberg s'est tenu dans le bourg dans le but d'organiser le nouveau culte. Sur ordre de Louis XIV, l'église Saints-Pierre-et-Paul est déclarée simultanée le 28 juillet 1685. Elle accueillit les deux cultes jusqu'à l'inauguration de la nouvelle église protestante, le 6 septembre 1885. La population de Pfaffenhoffen a été éprouvée par tous les malheurs et les destructions causés par les guerres sévissant dans la région du XIVe au XVIIIe siècle : guerre de Cent Ans, des Paysans, des Religions.

### La guerre de Trente Ans
Pfaffenhoffen a été particulièrement éprouvée par la guerre de Trente Ans, en 1633 une bataille décisive ayant eu lieu sur les hauteurs au sud du bourg,. Les guerres de la Succession d'Espagne et  les guerres de la Révolution apportèrent également leurs lots de souffrances à la population.

### Période contemporaine
Son histoire n'en demeure pas en reste, avec pour citoyen d'honneur le docteur Albert Schweitzer, le passé glorieux de Pfaffenhoffen se retrouve encore aujourd'hui dans les différents monuments d'époque.

### Héraldique
| Blason de Pfaffenhoffen | Blason  | D'azur à deux clefs versées et passées en sautoir, celle en bande d'argent et celle en barre d'or. |
| Blason de Pfaffenhoffen | Détails | |

## Politique et administration

### Avant la Révolution
Pfaffenhoffen est passée définitivement aux seigneurs de Lichtenberg en 1454 puis aux comtes de Hanau-Lichtenberg en 1480 et enfin aux Hesse-Darmstadt de 1736 à la Révolution française.
Pfaffenhoffen était un chef-lieu de bailliage du comté de Hanau-Lichtenberg qui comprenait selon les époques de dix-huit à neuf villages des environs ; Alteckendorf et Schwindratzheim par exemple. Chaque année, les bourgeois de Pfaffenhoffen élisaient un Heimburger (maire), tandis que le seigneur nommait pour un temps indéterminé et à sa convenance un Amtmann (bailli) de noble extraction et un Schultheisen (écoutète) issu de la communauté bourgeoise locale. Pour certaines années des XVIe, XVIIe et XVIIIe siècles, leurs noms ont été consignés dans le Fleckenbuch de Pfaffenhoffen.

### Liste des maires délégués
| Période                                                            | Période                   | Identité            | Étiquette | Qualité |
| ------------------------------------------------------------------ | ------------------------- | ------------------- | --------- | --- |
| janvier 2016                                                       | décembre 2018             | Jean-Denis Enderlin | DVD       | Cadre retraité du secteur privé 4e vice-président de la CA de Haguenau (2017 → ) Maire de Val de Moder (2016 → 2018) |
| 1er janvier 2019 : création de la commune nouvelle de Val-de-Moder |                           |                     |           | |
| janvier 2019                                                       | En cours (au 31 mai 2020) | Jean-Denis Enderlin | DVD       | Cadre retraité du secteur privé 4e vice-président de la CA de Haguenau (2017 → ) Maire de Val-de-Moder (2019 → )     |

### Budget et fiscalité 2015[22]
En 2015, le budget de la commune était constitué ainsi :
- total des produits de fonctionnement : 1 680 000 €, soit 585 € par habitant ;
- total des charges de fonctionnement : 1 404 000 €, soit 489 € par habitant ;
- total des ressources d'investissement : 1 670 000 €, soit 581 € par habitant ;
- total des emplois d'investissement : 1 463 000 €, soit 509 € par habitant ;
- endettement : 3 102 000 €, soit 1 080 € par habitant.

Avec les taux de fiscalité suivants :
- taxe d'habitation : 10,53 % ;
- taxe foncière sur les propriétés bâties : 7,38 % ;
- taxe foncière sur les propriétés non bâties : 31,21 % ;
- taxe additionnelle à la taxe foncière sur les propriétés non bâties : 45,11 % ;
- cotisation foncière des entreprises : 11,61 %.

### Budget et fiscalité 2023 Commune nouvelle Val-de-Moder
En 2023, le budget de la commune était constitué ainsi :
- total des produits de fonctionnement : 3 502 000 €, soit 690 € par habitant ;
- total des charges de fonctionnement : 3 528 000 €, soit 695 € par habitant ;
- total des ressources d'investissement : 2 094 000 €, soit 413 € par habitant ;
- total des emplois d'investissement : 1 223 000 €, soit 241 € par habitant ;
- endettement : 1 442 000 €, soit 284 € par habitant.

Avec les taux de fiscalité suivants :
- taxe d'habitation : 11,66 % ;
- taxe foncière sur les propriétés bâties : 24,04 % ;
- taxe foncière sur les propriétés non bâties : 30,12 % ;
- taxe additionnelle à la taxe foncière sur les propriétés non bâties : 0,00 % ;
- cotisation foncière des entreprises : 0,00 %.

Chiffres clés Revenus et pauvreté des ménages en 2021 : médiane en 2021 du revenu disponible, par unité de consommation : 23 740 €.

## Économie

### Entreprises et commerces

#### Agriculture - élevage
- ferme maraîchère et petit élevage[27].
- Sylviculture et élevage.

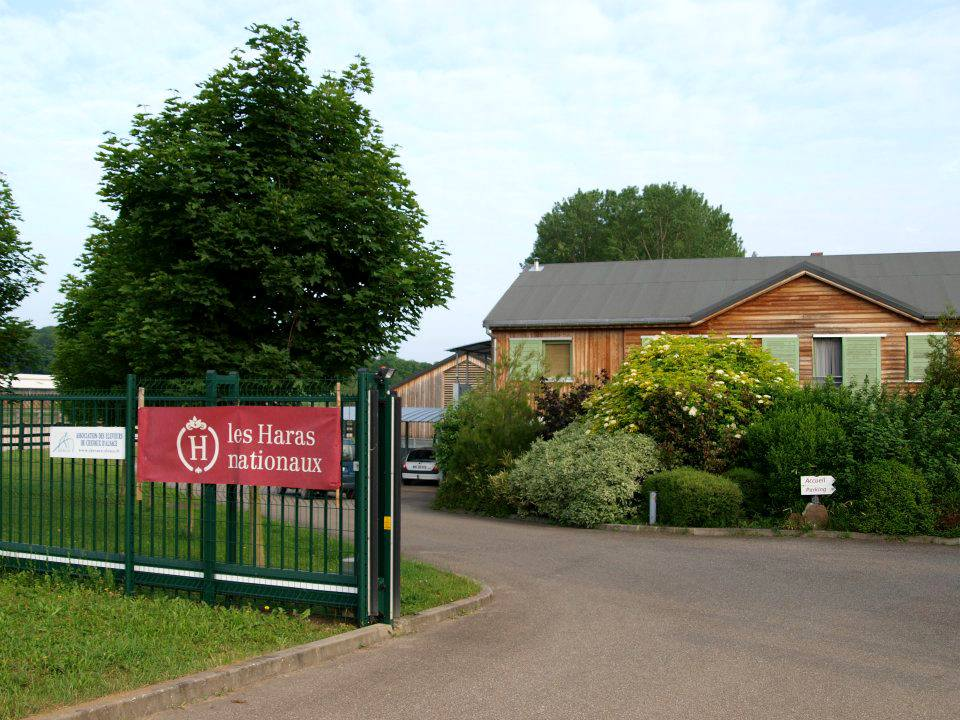
Entrée des Haras nationaux en 2005.

- Haras membre du Pôle Hippique du Grand Est[28] et du réseau d’écuries Classequine[29] : Haras national de Pfaffenhoffen. Le haras national de Pfaffenhoffen était l'un des sites des haras nationaux français, aujourd’hui rebaptisés Institut français du cheval et de l'équitation (IFCE)[30].

Voir aussi : Haras national de Rosières-aux-Salines.
Haras du Mille, centre équestre.
- Centre équestre William Harr[33].

#### Tourisme
- Hôtels restaurants[34],
- Restaurant de l'Agneau[35],
- Gîtes ruraux et chambres d'hôtes[36].

#### Commerces
- Commerces de proximité[37].

## Population et société

### Démographie

#### Évolution démographique
L'évolution du nombre d'habitants est connue à travers les recensements de la population effectués dans la commune depuis 1793. À partir du 1er janvier 2009, les populations légales des communes sont publiées annuellement dans le cadre d'un recensement qui repose désormais sur une collecte d'information annuelle, concernant successivement tous les territoires communaux au cours d'une période de cinq ans. 
Pour les communes de moins de 10 000 habitants, une enquête de recensement portant sur toute la population est réalisée tous les cinq ans, les populations légales des années intermédiaires étant quant à elles estimées par interpolation ou extrapolation. Pour la commune, le premier recensement exhaustif entrant dans le cadre du nouveau dispositif a été réalisé en 2005,.
En 2013, la commune comptait 2 794 habitants, en évolution de +1,49 % par rapport à 2008 (Bas-Rhin : +1,68 %, France hors Mayotte : +2,49 %).
| 1793  | 1800  | 1806  | 1821  | 1831  | 1836  | 1841  | 1846  | 1851  |
| ----- | ----- | ----- | ----- | ----- | ----- | ----- | ----- | ----- |
| 1 139 | 1 329 | 1 340 | 1 437 | 1 484 | 1 615 | 1 426 | 1 498 | 1 469 |

| 1856  | 1861  | 1866  | 1871  | 1875  | 1880  | 1885  | 1890  | 1895  |
| ----- | ----- | ----- | ----- | ----- | ----- | ----- | ----- | ----- |
| 1 394 | 1 432 | 1 459 | 1 459 | 1 382 | 1 475 | 1 386 | 1 350 | 1 494 |

| 1900  | 1905  | 1910  | 1921  | 1926  | 1931  | 1936  | 1946  | 1954  |
| ----- | ----- | ----- | ----- | ----- | ----- | ----- | ----- | ----- |
| 1 398 | 1 412 | 1 402 | 1 188 | 1 252 | 1 276 | 1 369 | 1 455 | 1 515 |

| 1962  | 1968  | 1975  | 1982  | 1990  | 1999  | 2005  | 2010  | 2013  |
| ----- | ----- | ----- | ----- | ----- | ----- | ----- | ----- | ----- |
| 1 802 | 2 098 | 2 306 | 2 261 | 2 285 | 2 468 | 2 677 | 2 735 | 2 794 |

## Patrimoine

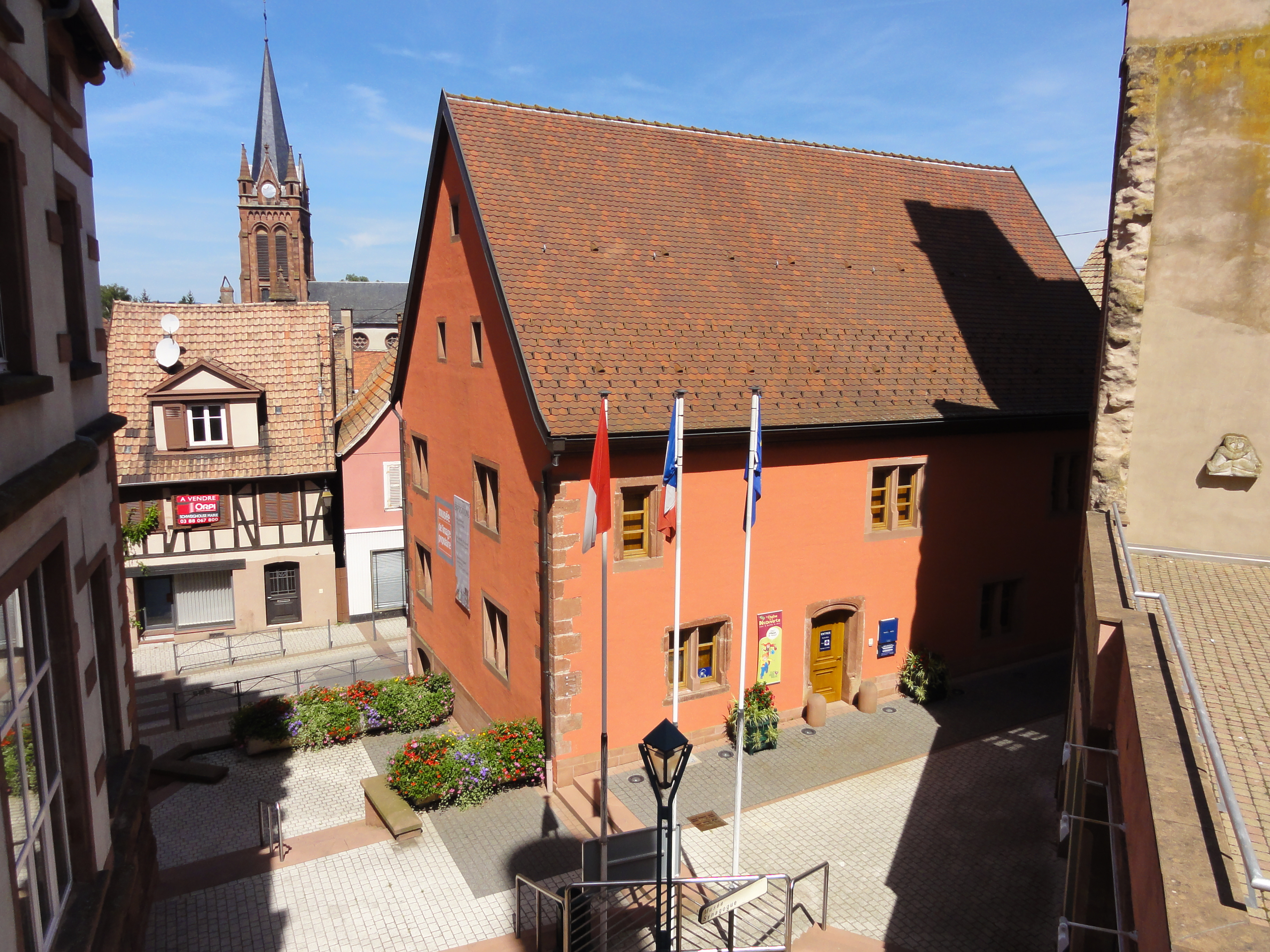
Musée de l'image populaire, ancienne brasserie Moritz.
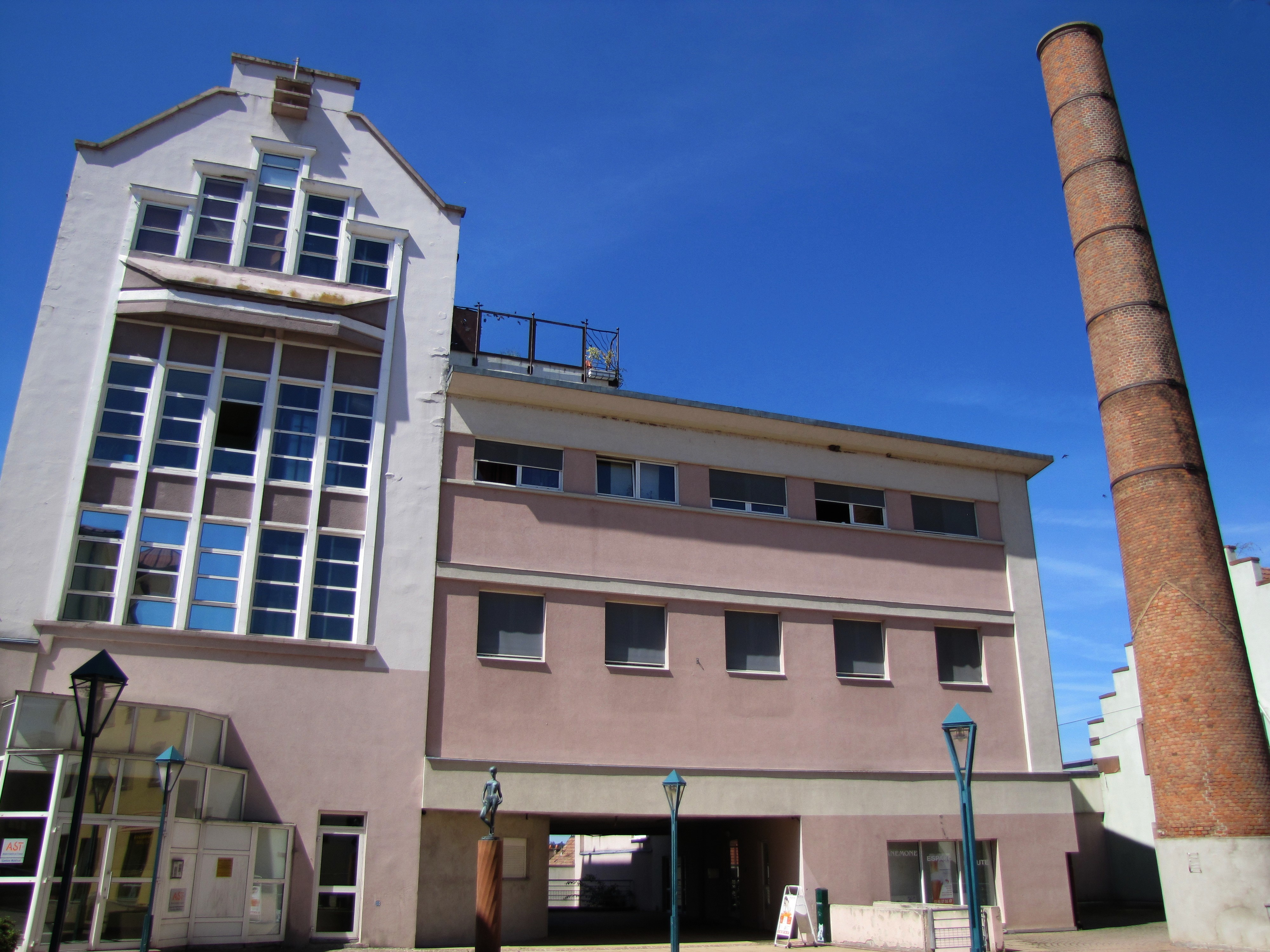
Ancienne brasserie Moritz.
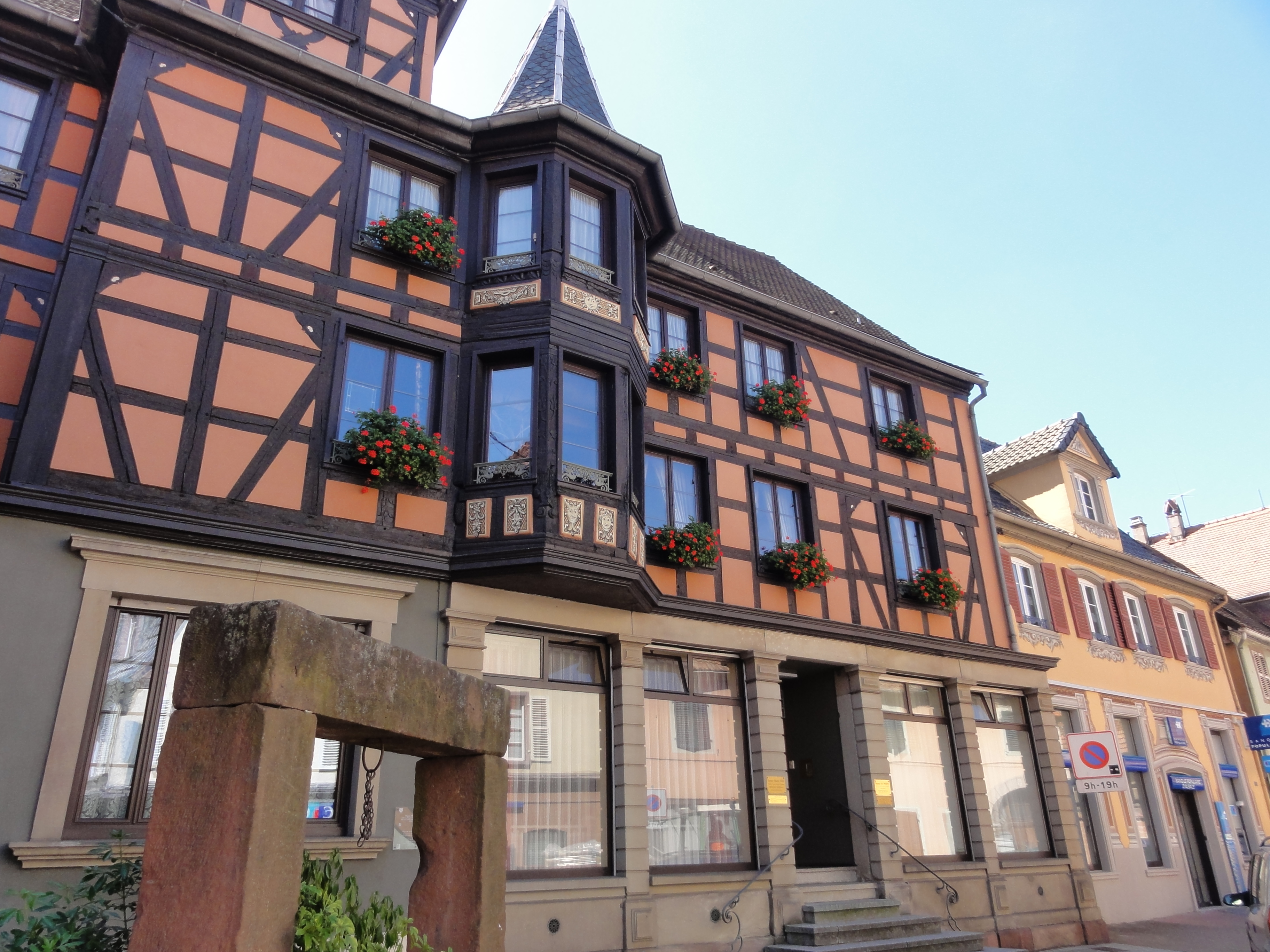
Ancienne auberge « À la Charrue », 18 rue Albert-Schweitzer.
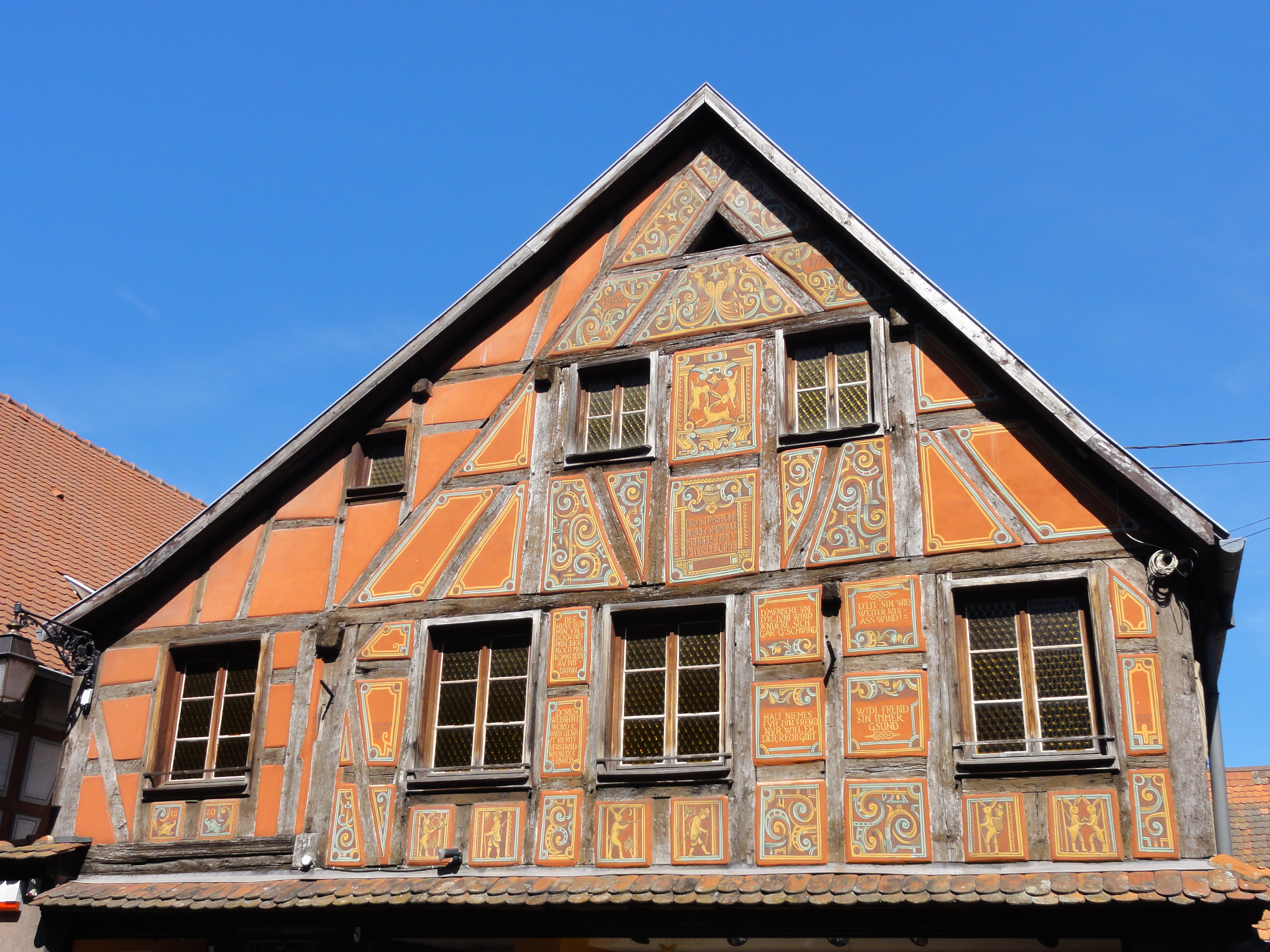
Maison (1775), 9 rue Albert-Schweitzer.

### Patrimoine civil

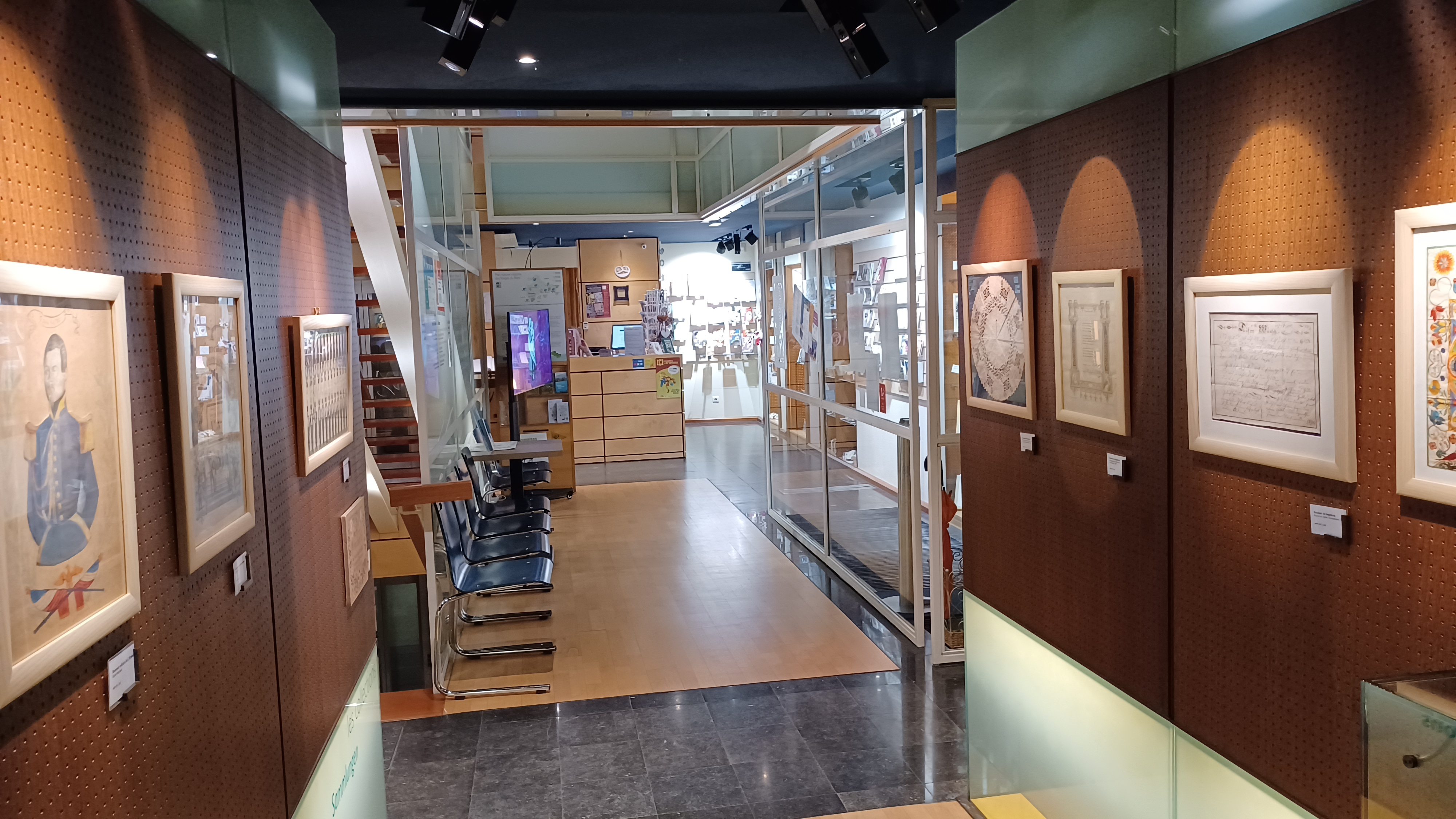
Musée de l'Image populaire.

- Hôtel de ville de Pfaffenhoffen[42],[43].
- Musée de l'Image populaire, ancienne brasserie Moritz[44],[45],[46].

C'est un des 10 musées en réseau (sur les 26 musées et expositions liés à l'histoire, aux traditions populaires ou aux savoir-faire techniques et les matériaux traditionnels et techniques et artistiques) du Parc naturel régional des Vosges du Nord (PNRVN).
- Sculptures de la place des Brasseurs[48].
- Haras national de Pfaffenhoffen.
- Moulin Sandmuehle puis centrale hydroélectrique[49].
- Moulin à huile du XIXe siècle[50] : huile de noix, de colza...
- Fortifications d'agglomération[51].
- Les fresques d'Edgar Mahler :

Fresque rue du Marché,
Fresques sur 2 pignons dégagés à l'angle de la rue du Docteur Albert Schweitzer et de la rue de la Gare.
- La fresque "Pfaffenhoffen 1633" réalisée par Matthieu Kuhn[54].

### Patrimoine religieux
- Église paroissiale Saint-Pierre-et-Saint-Paul[55],[56],[57].

Orgue de l'église paroissiale Saint-Pierre-et-Saint-Paul,.
- Église protestante[60],[61],[62],[63],[64].

Orgue de l'église protestante.
- Ancienne synagogue datée de 1791[66],[67],[68],[69],[70],[71],[72].
- Monuments commémoratifs :

Cimetière de Pfaffenhoffen, ancien ossuaire rue des Tanneurs.
Monument aux morts : Conflits commémorés : Guerres 1914-1918 - 1939-1945 - AFN-Algérie (1954-1962).
Le monument américain pour la libération de la Vallée de la Moder à Pfaffenhoffen.

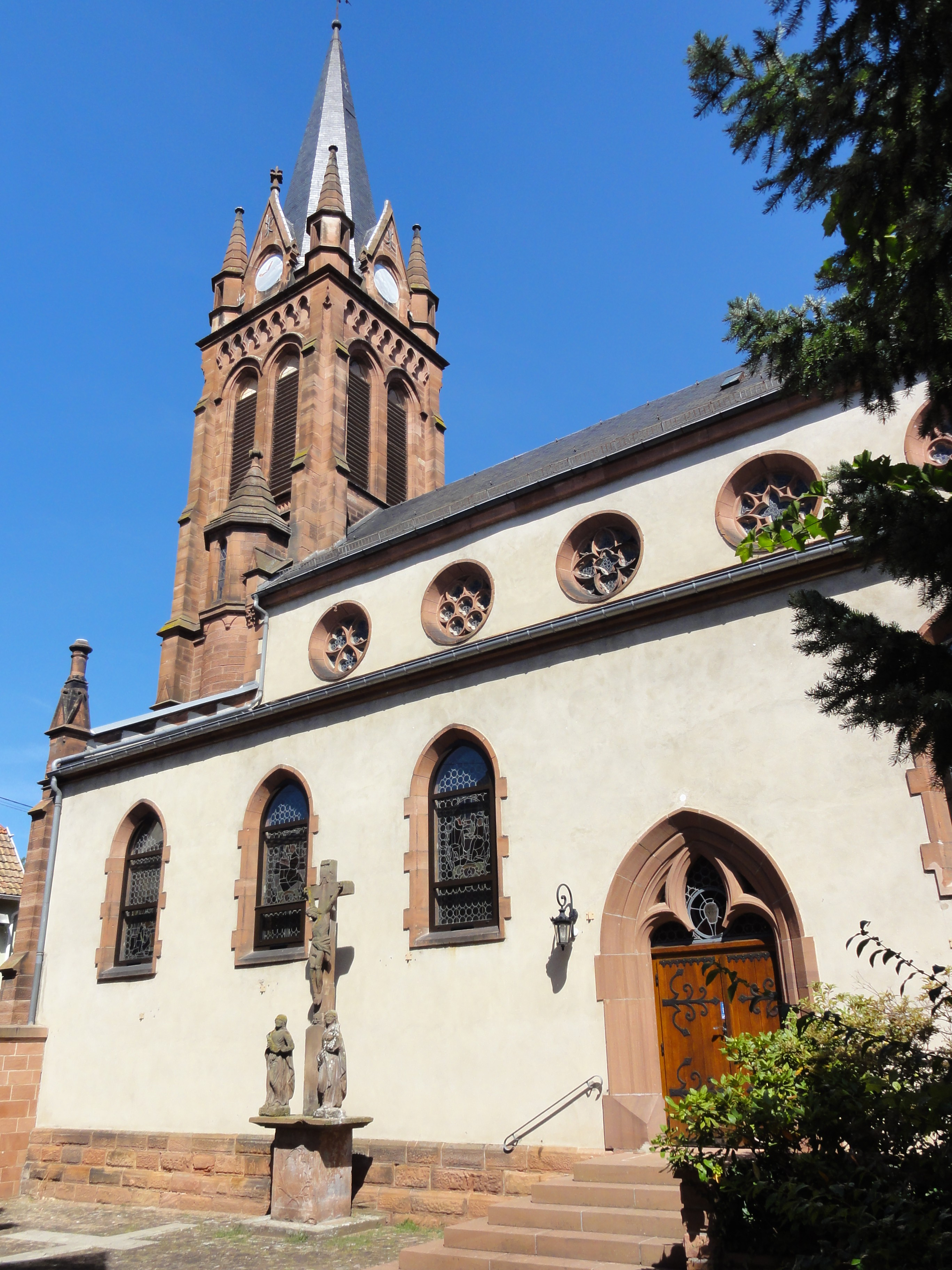
Église Saints-Pierre-et-Paul.
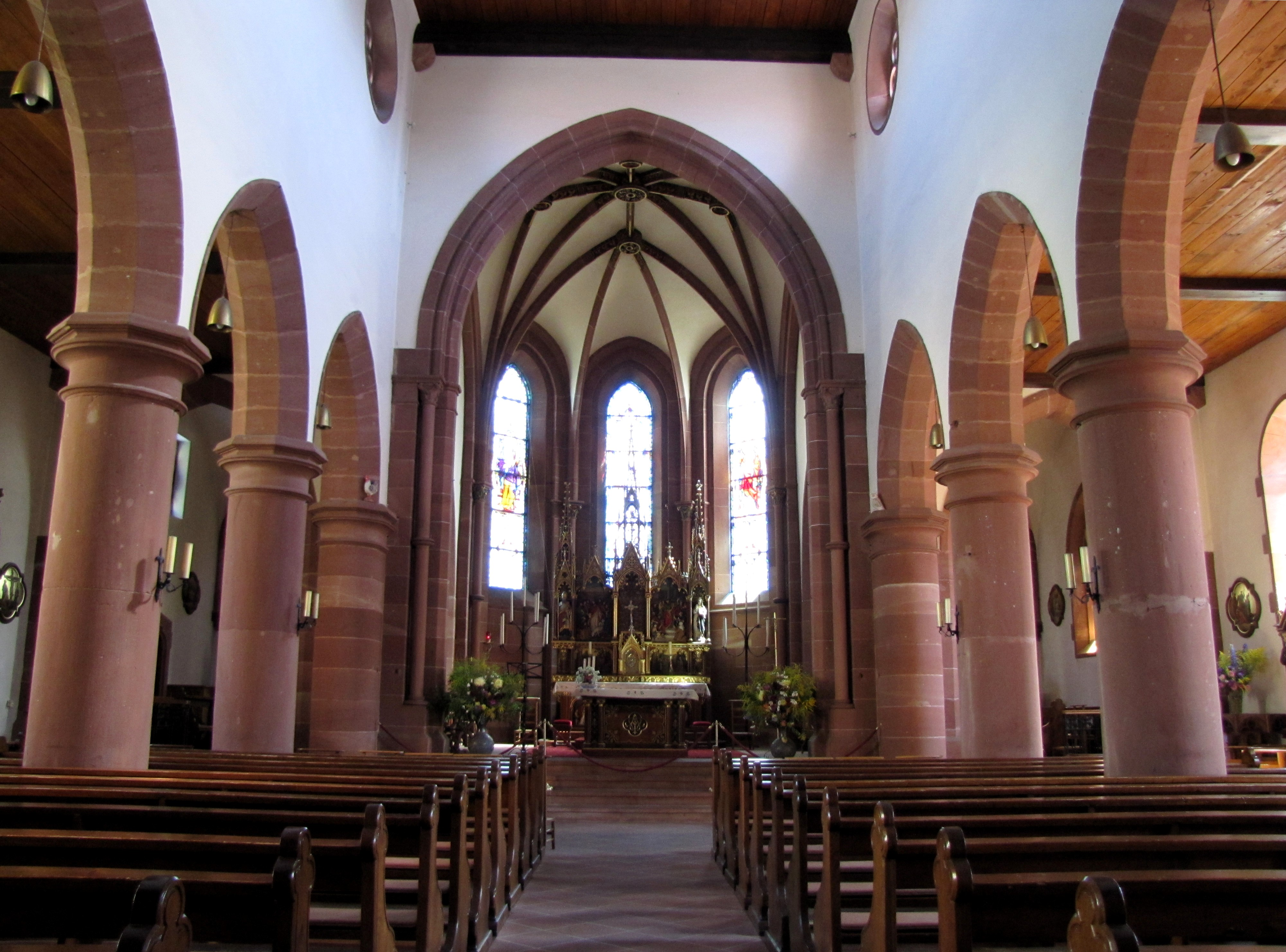
Intérieur de l'église Saints-Pierre-et-Paul.
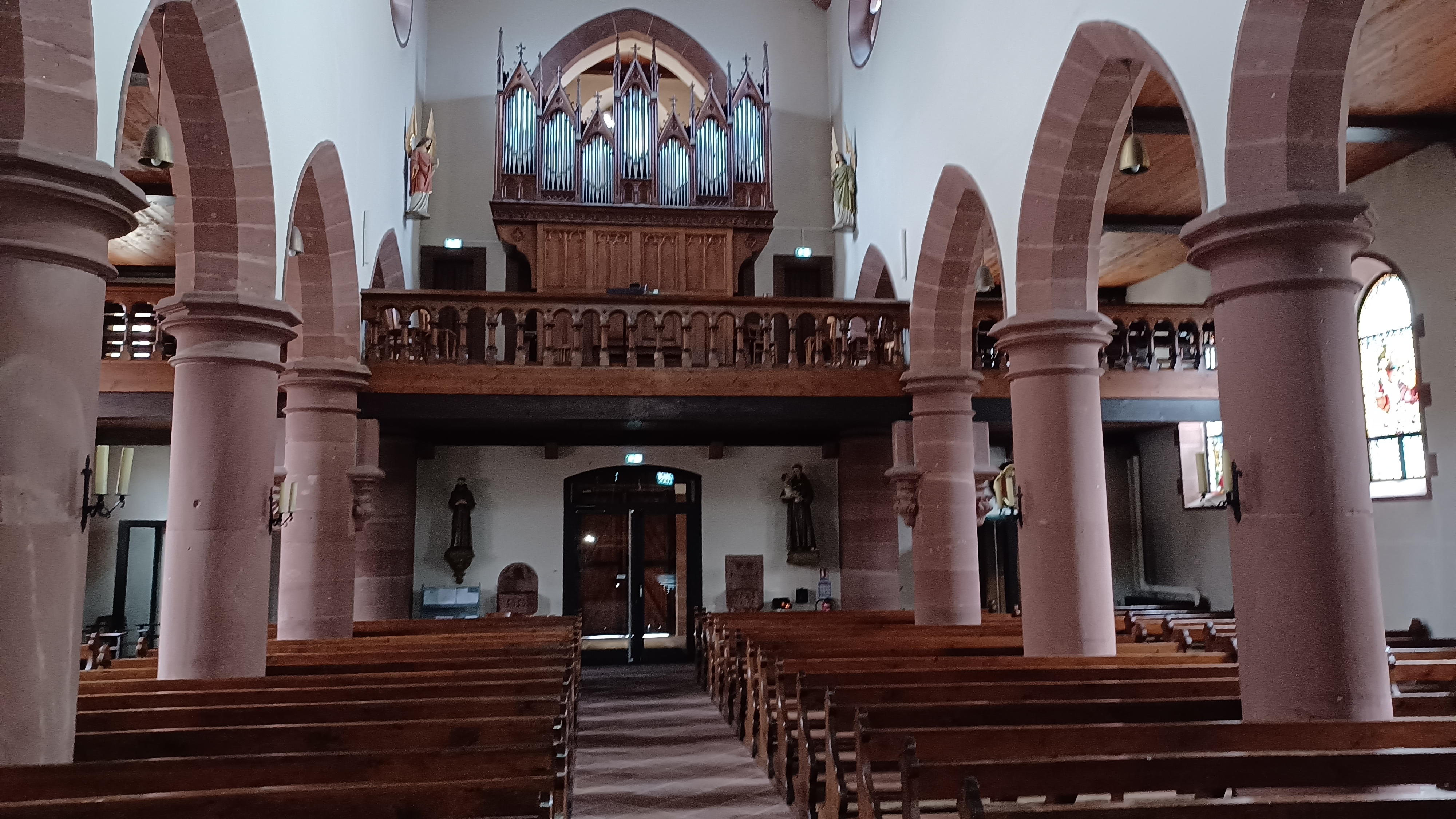
Orgue en tribune de l'église Saints-Pierre-et-Paul.
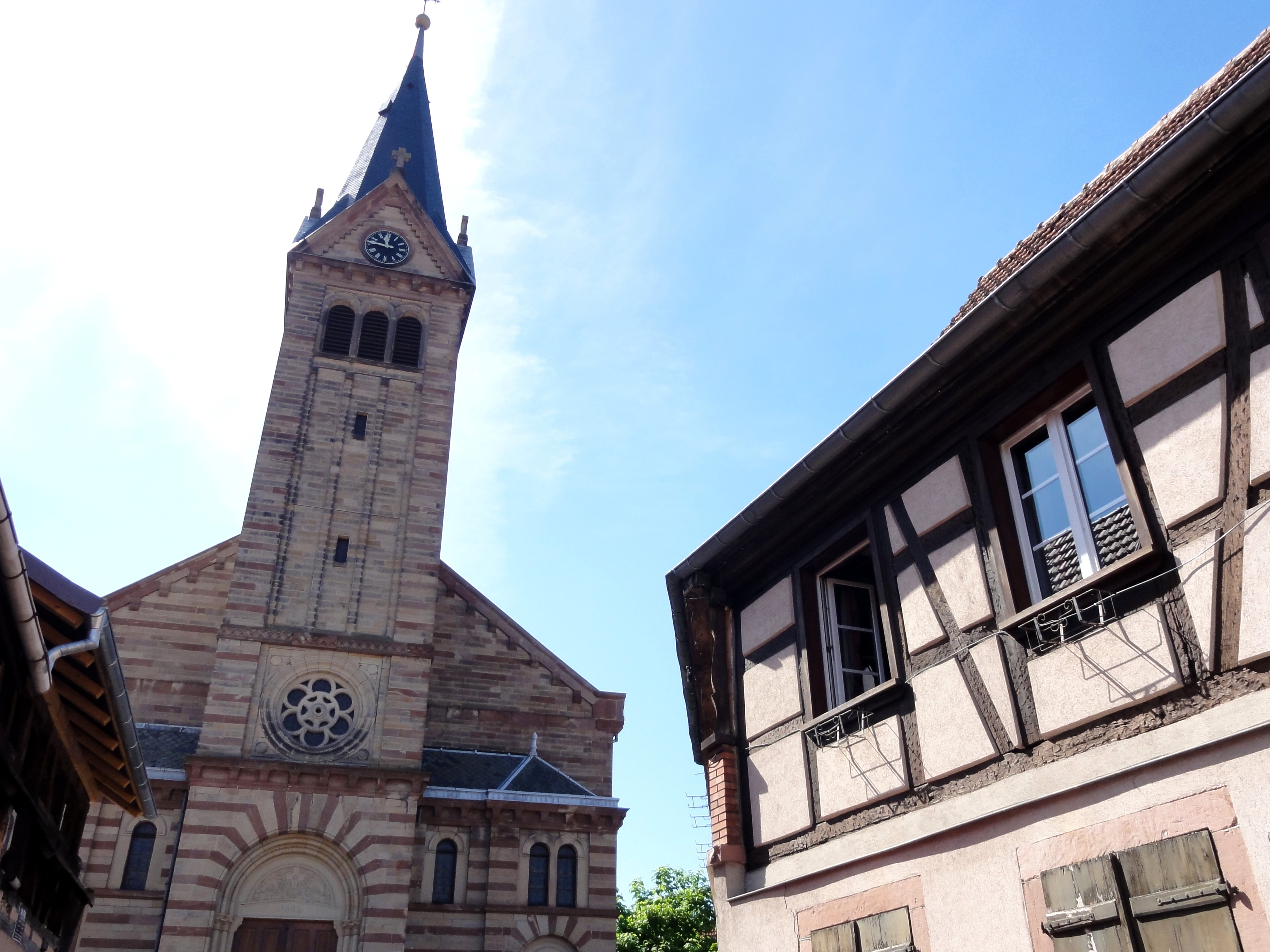
Église protestante.
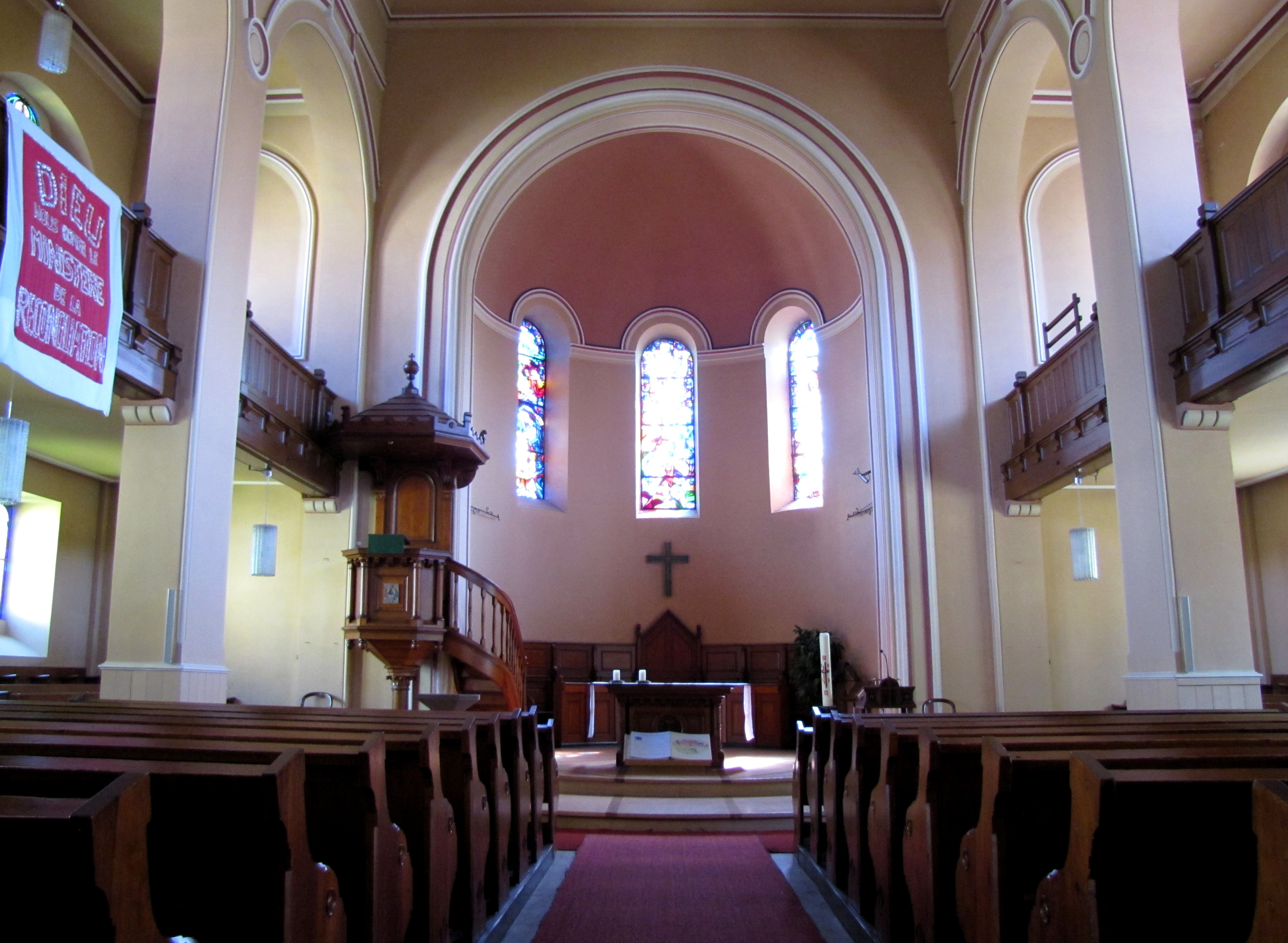
Intérieur de l'église protestante.
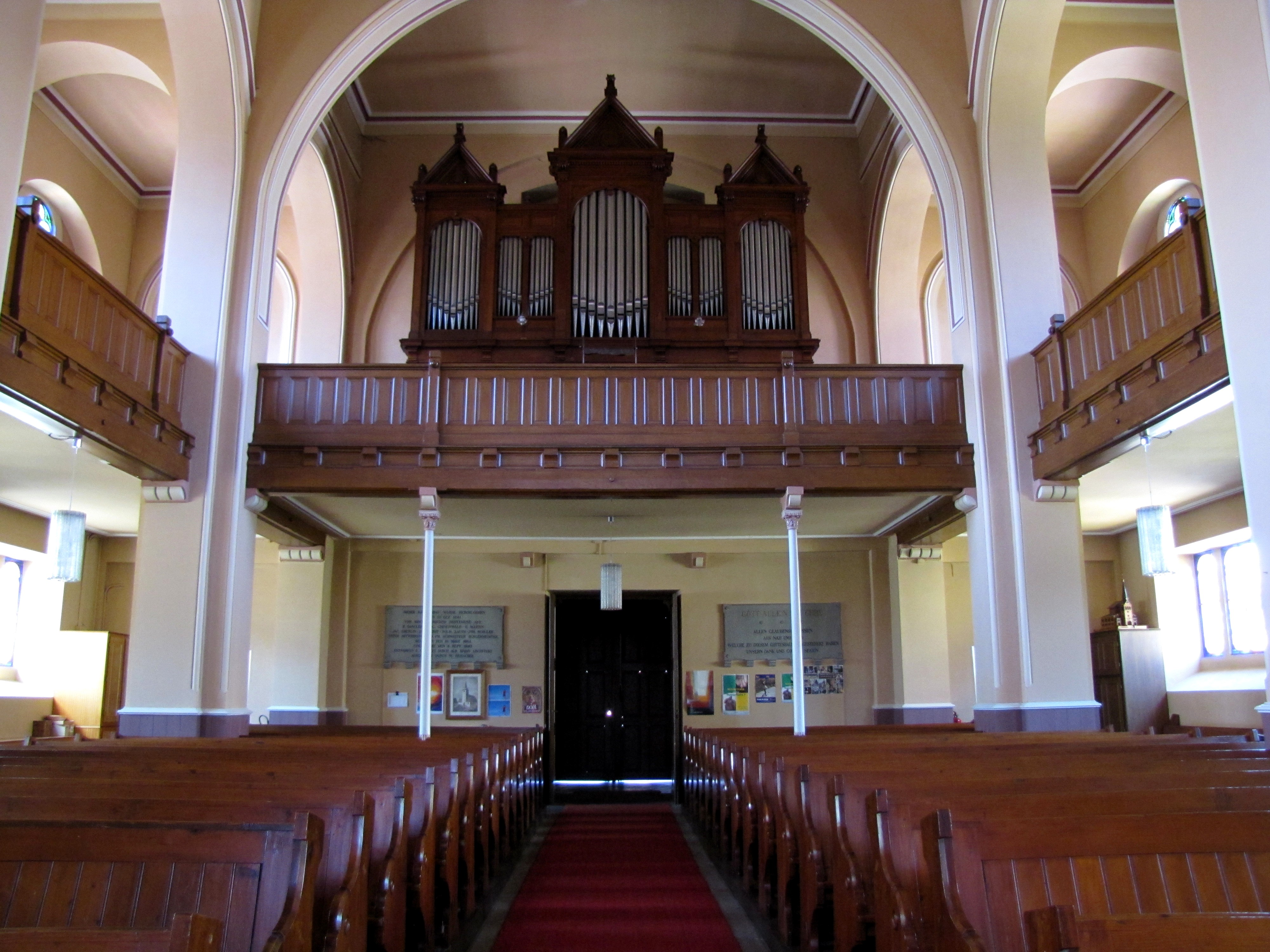
Église protestante. Vue intérieure de la nef vers la tribune d'orgue.
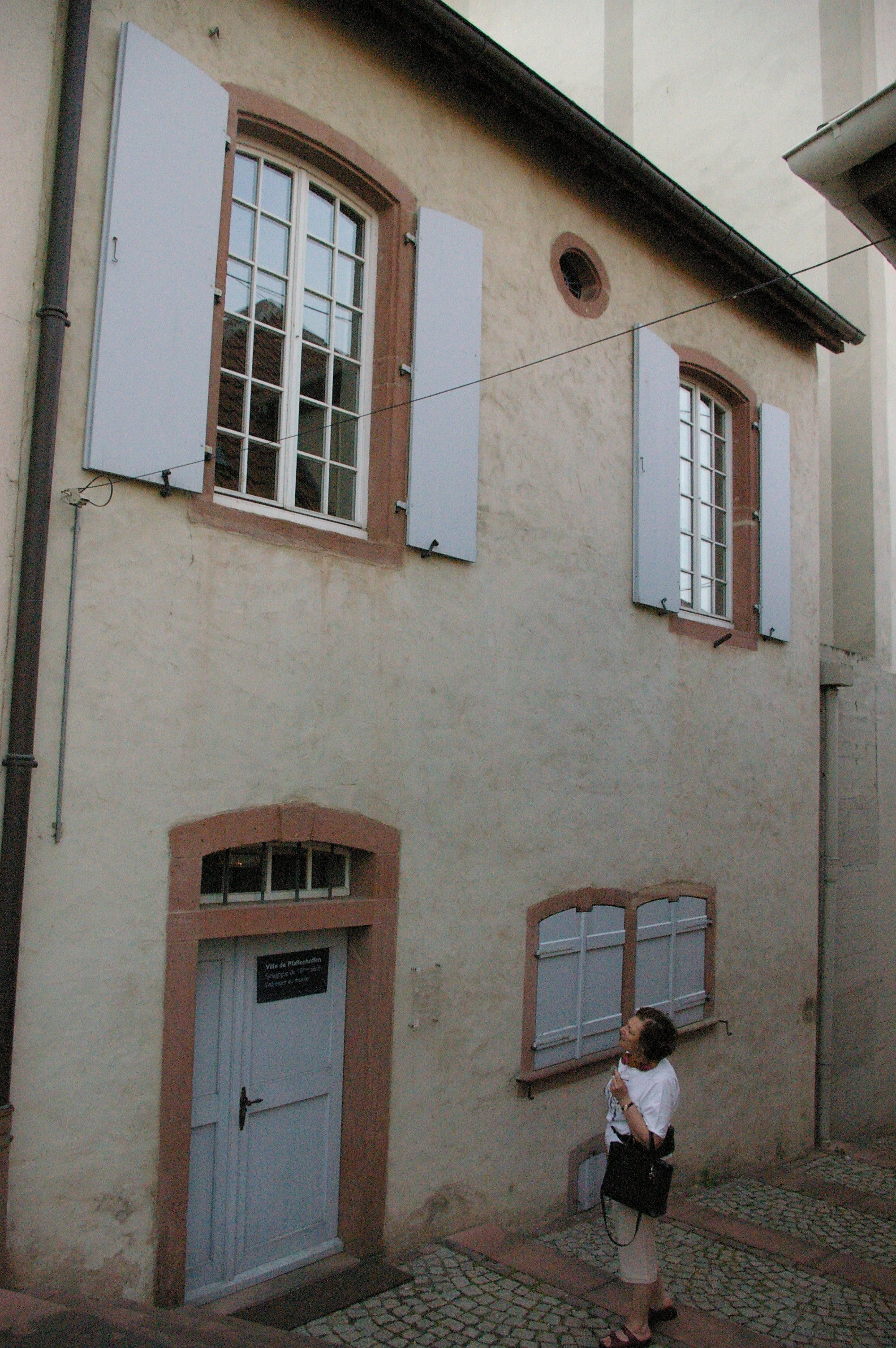
Synagogue de Pfaffenhoffen.
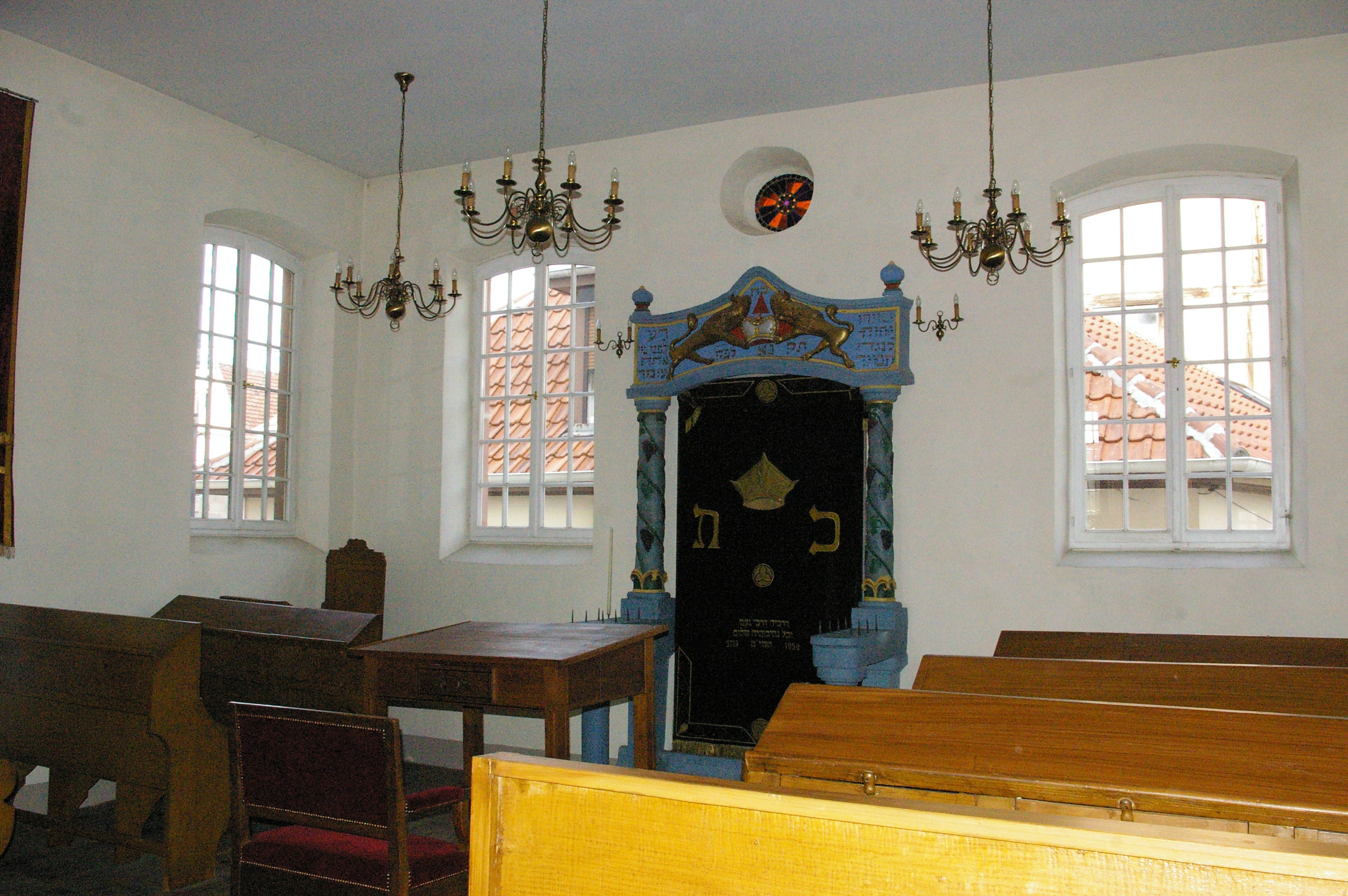
Intérieur de la synagogue.

### Protection de l'environnement
Espaces naturels :
- Trois zones naturelles d'intérêt écologique, faunistique et floristique (Znieff) :

Paysage de collines avec vergers du Pays de Hanau,
Massif forestier de Haguenau et ensembles de landes et prairies en lisière,
Bois de Zutzendorf et lisières.
- Plan communal de sauvegarde[79].
- Déchetterie[80].
- La commune dispose d'une station d'épuration gérée par le Syndicat des Eaux et de l'assainissement Alsace–Moselle (SDEA)[81],[82],[83].

## Équipements ou Services

### Santé
Professionnels et établissements de santé :
- Médecins,
- Pharmacies à Pfaffenhoffen, La Walck,
- Hôpitaux à Ingwiller, Niederbronn-les-Bains, Haguenau.

### Cultes
- Culte catholique, Communauté de paroisses Val de Moder[85], Diocèse de Strasbourg.
- Culte protestant, Paroisse de Pfaffenhoffen – Niedermodern – Val de Moder[86]. L’inspection ecclésiastique de Bouxwiller regroupe les consistoires de Bouxwiller, Dettwiller, Ingwiller, Pfaffenhoffen et Schwindratzheim[87].
- Judaïsme[88].

### Enseignement
Établissements d'enseignements, :
- Écoles maternelles,
- Écoles primaires,
- Collège,
- Lycées à Bouxwiller, Haguenau.

### Culture
- Bibliothèque du Val de Moder[91]
- Espace culturel « La Scène »[92].
- Musée de l'image populaire.

### Sports et aires de jeux
- Piscine communale de plein-air[93].
- Aires de jeux[94].
- Associations sportives[95] :

Boxe Française - savate,
Tennis,
Judo,
Handball.

## Personnalités liées à la commune
- Joseph Block (1831-1914), né a Pfaffenhoffen, en 1893, avec son fils, Philip, deux des 8 fondateurs de la compagnie Inland Steel, Chicago, Illinois, États-Unis
- Frédéric Joliot-Curie (1900-1958), physicien français (époux d'Irène Joliot-Curie).
- Alfred Krieger (1903-1957), résistant et homme politique.
- Jean-Claude Ernwein (1937-2014), natif de la localité, lanceur du poids international, champion de France élite en 1962.
- Philippe Georges Helmstetter, juge de paix à Pfaffenhoffen[96].
- Général Helmstetter[97].
- Georges Klein, spécialiste des arts populaires alsaciens décédé en 2001, était originaire de la commune.
- Jean-Paul Sartre (a résidé à Pfaffenhoffen, est issu de la famille du Dr A. Schweitzer).
- Albert Schweitzer (citoyen d'honneur).
- Photographes. Famille Arlen Pfaffenhoffen :
  - Christian Kempf, Charles-Laurent Salch, Photographes entre Vosges et Forêt-Noire, 1839-1939, vol. huit cahiers : Tome 1 : A à B, Strasbourg, Chantiers d’études médiévales, 4 rue du Tonnelet Rouge, 67000 Strasbourg, 2021, 1300 p.3000 photographes : Répertoire alphabétique des photographes et index géographiques et chronologiques. Préface : Éric Mayer-Schaller, Consul honoraire de Malte du Grand-Est et de la Bourgogne-Franche-Comté.

Arlen, Charles, Photographe et libraire, v.1926-v.1960, p. 27
Arlen, Wilhelm (Guillaume), Photographe, av.1901-v.1925, p. 27
 Arlen, Wilhelm, Photographe av.1901-1918, pp. 27-28
- Louis Moritz Trautmann, brasseur espagnol de la bière Moritz.